# Phycus hauseri
Phycus hauseri är en tvåvingeart som beskrevs av Lyneborg 2003. Phycus hauseri ingår i släktet Phycus och familjen stilettflugor.
Artens utbredningsområde är Sri Lanka. Inga underarter finns listade i Catalogue of Life.